# Coping Mechanism
Coping Mechanism (a veces estilizado como <COPINGMECHANISM>) es el quinto álbum de estudio de la cantante estadounidense Willow. Fue lanzado el 7 de octubre de 2022 a través de MSFTS Music y Roc Nation. El álbum fue precedido por una serie de sencillos, incluidos "Maybe It's My Fault", "Hover Like a Goddess", "Curious/Furious" y "Split".

## Lanzamiento y promoción
Willow lanzó la canción "Maybe It's My Fault" el 24 de junio de 2022. Se informó que era el sencillo principal de Coping Mechanism, que en ese momento no tenía nombre y estaba programado para ser lanzado en el verano. Un video musical acompañó el lanzamiento de la canción, que fue dirigido por Dana Trippe. Willow lanzó el segundo sencillo, "Hover Like a Goddess", el 4 de agosto. Se lanzó un video musical dirigido por Jaxon Whittington con la canción. Al día siguiente, se anunció el nombre del álbum Coping Mechanism. Su lanzamiento estaba programado para el 23 de septiembre. Willow lanzó "Curious/Furious" y su visual el 9 de septiembre. La canción sirve como el tercer sencillo del álbum. Después del lanzamiento del sencillo, Coping Mechanism fue reprogramado. La nueva fecha de lanzamiento del álbum se fijó para el 7 de octubre. El 3 de octubre, Willow lanzó "Split" como el cuarto sencillo del álbum. Coping Mechanism se lanzó el 7 de octubre a través de Roc Nation y MSFTSMusic. Al día siguiente, Willow interpretó dos pistas del álbum, "Ur a Stranger" y "Curious/Furious" en Saturday Night Live.

## Composición
Coping Mechanism es un álbum de rock alternativo, pop punk, emo, grunge, y hard rock con elementos de metal, post-hardcore, rock gótico, ska punk, indie rock, screamo, guitar pop, R&B, y "electro de vanguardia".

## Lista de canciones
| N.º | Título                                       | Duración |  |
| 1.  | «Maybe It's My Fault»                        | 2:42     |  |
| 2.  | «Falling Endlessly»                          | 2:54     |  |
| 3.  | «Curious/Furious»                            | 3:04     |  |
| 4.  | «Why?»                                       | 2:58     |  |
| 5.  | «Coping Mechanism»                           | 2:45     |  |
| 6.  | «Split»                                      | 3:21     |  |
| 7.  | «Hover Like a Goddess»                       | 2:23     |  |
| 8.  | «Ur a Stranger»                              | 2:05     |  |
| 9.  | «Perfectly Not Close to Me» (con Yves Tumor) | 1:52     |  |
| 10. | «No Control»                                 | 2:48     |  |
| 11. | «Batshit!»                                   | 2:22     |  |

Notas
- "Maybe It's My Fault" está estilizado como "<maybe> it's my fault"
- "Curious/Furious" está estilizado en minúsculas
- "Why?" y "Batshit!" están estilizados en mayúsculas
- "Coping Mechanism" está estilizado como "<Coping Mechanism>"
- "Hover Like a Goddess" está estilizado como "hover like a GODDESS"
- "Ur a Stranger" está estilizado como "ur a <stranger>"
- En algunas plataformas digitales, la versión limpia de "Batshit!" se titula simplemente "Pista 11"